# Merlión de Sentosa
El Merlión de Sentosa fue una escultura colosal de 37 metros de altura, erigido en 1995 y representando un Merlión, símbolo de Singapur. Se encontraba ubicada en la isla de Sentosa, al sur de Singapur. La estatua fue demolida y en su lugar se construye una nueva vía temática entre las costas norte y sur de Sentosa.

## Historia
El primer Merlión fue creado en 1964 por Fraser Brunner para la Junta de Turismo de Singapur, que lo utilizó como su logotipo comercial. La estatua original del Merlion mide 8,6 metro altura, se encuentra en la desembocadura del río Singapur en Marina Bay. El Merlión de la isla de Sentosa es una réplica de 37 metros (121,4 pies) de altura creada en 1995, el más grande de las cinco estatuas del Merlión reconocidos oficialmente por la Junta de Turismo de Singapur.
Otros monumentos demolidos en Sentosa incluyen:
- el Coralarium de Sentosa (1974-1983): un monumento de corales de 18 metros (59,1 pies), y espacio de galería de mareas semisumergido que exhibía una serie de obras de arte escultóricas, explorables mediante esnórquel.[3]
- Monorriel de Sentosa (1982-2005): un sistema de monorriel y principal medio de transporte en Sentosa, reemplazado por el nuevo sistema, el Sentosa Express.
- Fuente Musical (1982-2007) y Jardines de la Fuente (1989-2007): que dieron lugar al Resorts World Sentosa
- Underwater World (1991-2016): un oceanario que contaba con más de 2.500 animales marinos de 250 especies de diferentes regiones del mundo.
- Tiger Sky Tower (2004-2018): torre de 131 metros (429,8 pies) de altura, cerrada en 2018 y con planes de ser trasladada y reconstruida en otro país.[4]

## Descripción

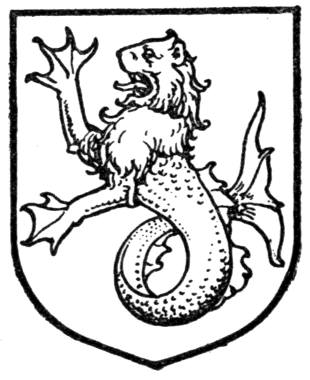
Un león marino heráldico publicado en una guía completa de heráldica (1909)

La estatua representa una criatura quimérica con cabeza de león y cuerpo de pez. Su nombre es un acrónimo (neologismo) formado a partir de las palabras sirena «mermaid» (en inglés) y león.
El Merlión recuerda al león marino tal como aparece en diversas tradiciones heráldicas. Sin embargo, una de sus peculiaridades respecto a la mayoría de representaciones tradicionales de leones marinos es la ausencia de patas.
El Merlión albergaba exhibiciones dentro de la escultura que mostraban la historia de cómo Sang Nila Utama descubrió Singapur.